# 民族里
臺東市民族里為臺東縣臺東市轄下38個里中的一里，是1970年新增的里，原屬文化里。現任里長為吳宗益(2022年11月起)，里內的傳廣路在增建之初即以奧運十大全能國手楊傳廣之名命名。
民族里東邊以博愛路與文化里為界，南邊以山海鐵馬道與東海里為界，西邊以武昌街與中心里相鄰，北邊以更生路與民生里為界。

## 交通運輸

### 普悠瑪客運

#### 市區觀光循環線:臺東火車站↔臺東轉運站[2]
運營時間為06:00至20:00，採雙向、依時刻表由臺東轉運站出發，採順時針、逆時針循環方式行駛。

#### 經站點：
- 聖母醫院

- 台東高商

## 設施
- 國立臺東高級商業職業學校

- 臺東藝文中心

- 臺東縣政府文化處圖書館

- 臺東縣衛生局

- 勞動部臺東就業中心

- 南京路市民廣場

- 南京路停車場

- 天主教白冷外方傳教會

- 天主教花蓮教區醫療財團法人台東聖母醫院

- 三角公園

- 南京路兒童公園

- 臺東基督長老教會更生教會

- 南京大排

- 臺東縣公教會館

- 臺東故事館

## 事件
- 三角公園搶救患病老榕樹-2020年11月[3]
- 臺東洞洞館(臺東縣稅捐稽徵處)拆除爭議事件[4]-2014年3月
- 正氣路段開始實施科技執法- 2022年12月[5]
- 南京大排填土、綠化工程[6]